# Francisco Castrejón
Francisco Castrejón Ramírez (1947. június 11. – ) mexikói válogatott labdarúgókapus.

## Pályafutása

### Klubcsapatban
1964 és 1972 között a Pumas UNAM játékosa volt. Később játszott még a Laguna (1972–73), a Puebla (1973–75), a Club América (1975–79), a Tampico Madero (1979–80), az Atlas (1980–82) és az Atlético Morelia (1982–83) csapataiban. 

### A válogatottban
1969 és 1981 között 26 alkalommal szerepelt a mexikói válogatottban. Részt vett a hazai rendezésű 1970-es világbajnokságon.

## Sikerei
Club América
- Mexikói bajnok (1): 1975–76
- Mexikói szuperkupa (1): 1976
- CONCACAF-bajnokok kupája (1): 1977
- Copa Interamericana (1): 1977

## Külső hivatkozások
- Francisco Castrejón – a FIFA adatbázisában
- Francisco Castrejón adatlapja a National-Football-Teams.com oldalon (angolul)

- Francisco Castrejón adatlapja a worldfootball.net oldalon (angolul)